# Parti constitutionnel progressiste (Mexique)
Le parti constitutionnel progressiste est un ancien parti politique fondé en 1910 par Francisco I. Madero. Le parti a appuyé Madero et plus tard Venustiano Carranza. En 1929 le PCP fusionne avec le parti révolutionnaire national.